# Pygopleurus scutellatus
Pygopleurus scutellatus es una especie de coleóptero de la familia Glaphyridae.

## Distribución geográfica
Habita en Creta.